# Xylopia talbotii
Xylopia talbotii là một loài thực vật thuộc họ Annonaceae. Đây là loài đặc hữu của Nigeria. Chúng hiện đang bị đe dọa vì mất môi trường sống.